# Shen Buhai
Shen Buhai (chinesisch 申不害, Pinyin Shēn Bùhài, W.-G. Shen Pu-hai; * um 385 v. Chr.; † 337 v. Chr.) – auch Shenzi (申子) – war ein Philosoph und Politiker aus dem alten Staat Zheng der chinesischen Zeit der Streitenden Reiche, der mit seinen Schriften als einer der Begründer der Lehre des Legalismus gilt. Er starb in der Position des Kanzlers des Marquis Zhao von Han im Staat Han.
Shen beherrschte die Kunst der politischen Finesse zur Durchsetzung eines bestimmten politischen Zieles (Shu 術). Seine Philosophie steht wie die von Han Feizi der dem Daoismus zugerechneten Huang-Lao-Schule nahe.
Ein Werk Shenzi (申子) wird ihm zugeschrieben.